# Тюгаево
Тюга́ево — село в Комсомольском районе Ивановской области России, входит в состав Подозёрского сельского поселения.

## География
Село расположено на берегу реки Лахость в 8 км на северо-запад от центра поселения посёлка Подозёрский и в 29 км на северо-запад от райцентра города Комсомольск близ автодороги Р79 Иваново – Ярославль на границе с Ярославской областью.  

## История
В XVIII столетии в селе была деревянная церковь. В 1798 году вместо неё на средства прихожан была построена каменная пятиглавая церковь в честь Святителя и Чудотворца Николая с теплым приделом во имя Святого Тихона Амафунского чудотворца. Одновременно с церковью была построена каменная колокольня и ограда. В 1848 году теплый придел Святого Тихона соединен с холодным Николаевским приделом, в результате чего образовалась вместительная холодная церковь вместо прежней тесной. В том же году была устроена теплая трапеза с двумя престолами: в честь Покрова Пресвятой Богородицы и во имя святителей: Василия Великого, Григория Богослова и Иоанна Златоуста. В 1893 году приход состоял из села (28 дворов) и деревень: Становое, Голохово, Ананкино, Петровское, Толстиково. Всех дворов в приходе 229, мужчин — 544, женщин — 661. В 1877 году в селе была открыта земская народная школа, помещавшаяся в особо построенном здании. 
В конце XIX — начале XX века село являлось центром Семеновско-Сарской волости Шуйского уезда Владимирской губернии.
С 1929 года село являлось центром Тюгаевского сельсовета Писцовского района, с 1932 года — в составе Комсомольского района, с 1976 года — в составе Коромысловского сельсовета, с 2005 года — в составе Подозёрского сельского поселения.

## Население
| 1859 | 1905 | 2010 |
| ---- | ---- | ---- |
| 89   | ↗173 | ↘36  |

## Достопримечательности
В селе находится недействующая Церковь Николая Чудотворца (1798)